# Three Legged Cross
Three Legged Cross – wieś w Anglii, w hrabstwie Dorset. Leży 43 km na północny wschód od miasta Dorchester i 143 km na południowy zachód od Londynu.